# Sargstedt
Sargstedt ist ein Ortsteil der Stadt Halberstadt im Landkreis Harz in Sachsen-Anhalt.

## Geografische Lage
Der Ort liegt im nördlichen Harzvorland, nordwestlich von Halberstadt, an der Südseite des Huys.

## Geschichte
Sargstedt gehörte bis 1648 zum Bistum Halberstadt und gelangte dann an das Fürstentum Halberstadt. Der Ort unterstand direkt dem Majoreiamt Halberstadt und gelangte 1815 an den Regierungsbezirk Magdeburg der preußischen Provinz Sachsen.
Am 1. Januar 2010 wurde die bis dahin selbständige Gemeinde Sargstedt zusammen mit den Gemeinden Athenstedt, Langenstein, Aspenstedt und Schachdorf Ströbeck in die Stadt Halberstadt eingemeindet.

## Wappen
Blasonierung: „Gespalten von Silber und Rot mit einer entwurzelten Kastanie in verwechselten Farben.“
Sargstedt gestaltete sich anlässlich der 900-Jahr-Feier im Jahre 1984 ein Wappen, das mit seinem opulenten Beiwerk jedoch nicht genehmigungsfähig war. Auf der Grundlage der im Schild enthaltenen Symbolik einer entwurzelten Kastanie in verwechselten Tinkturen gestaltete der Kommunalheraldiker Jörg Mantzsch 1997 das Gemeindewappen. Die Kastanie symbolisiert einen einst im Dorfzentrum stehenden mächtigen Baum; die Farben beziehen sich auf das Bistum Halberstadt.
Die Farben der Gemeinde sind: Rot-Weiß.

## Sehenswürdigkeiten

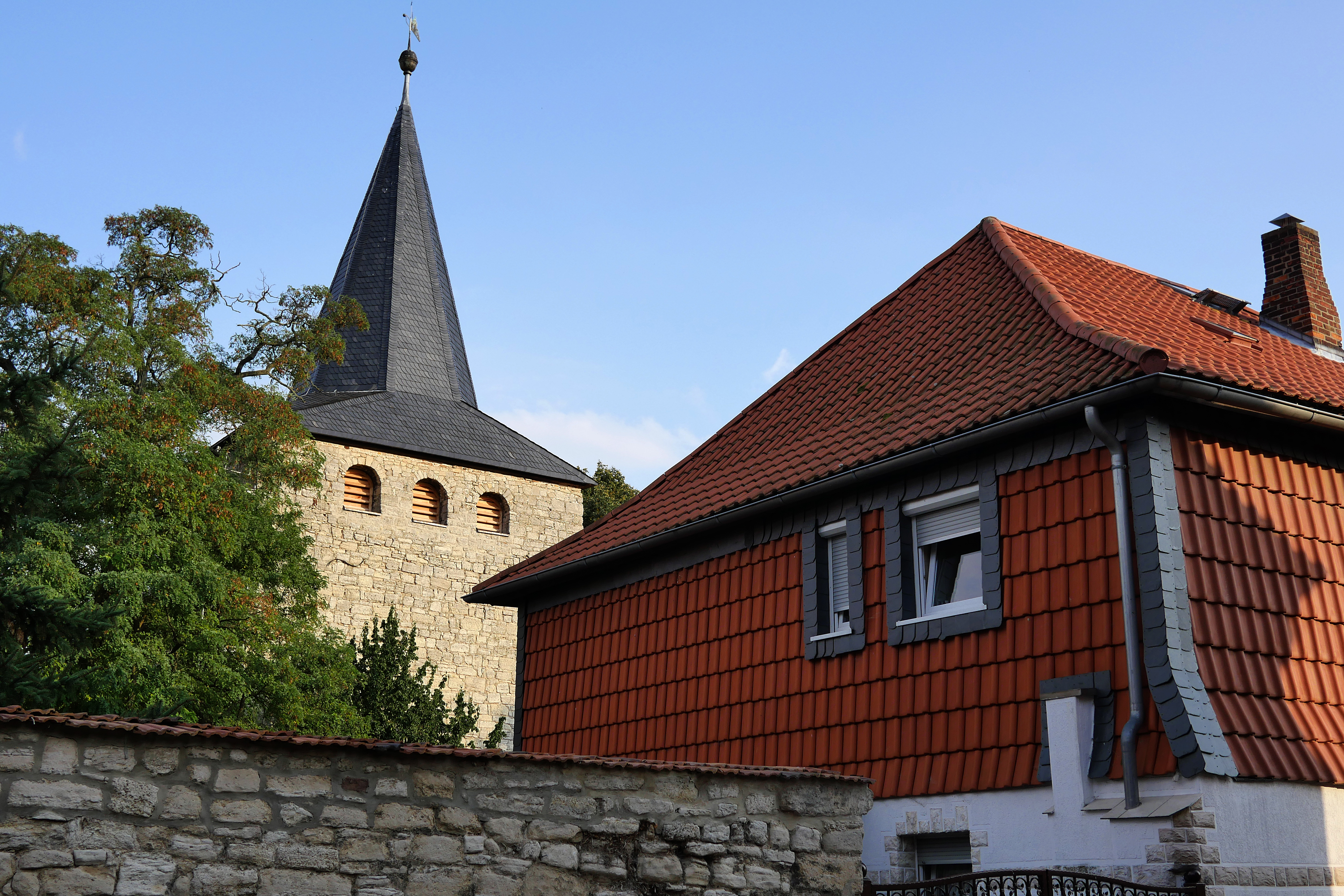
Kirche St. Stephanus

Im Ort befinden sich 16 im örtlichen Denkmalverzeichnis eingetragene Baudenkmale.

### Kirche St. Stephanus
Die Kirche St. Stephanus ist eine Saalkirche mit geradem Ostschluss, die im Jahr 1859 nach Entwurf Karl Friedrich Schinkels unter Einbeziehung des querrechteckigen romanischen Westturms des Vorgängerbauwerks erbaut wurde. Der Turm ist mit dreifach gekuppelten Schallöffnungen an der Südseite versehen und trägt einen achteckigen Spitzhelm. Das Schiff ist ein sorgfältig ausgeführter klassizistischer Hausteinbau mit klarer Gliederung der Fronten. Die Ostseite ist durch eine flache Nische hervorgehoben, die durch ein halbkreisförmiges Fenster im Giebeldreieck abgeschlossen wird.
Innen ist das Bauwerk ein großer Emporensaal, der durch ein hölzernes Tonnengewölbe geschlossen ist. Im östlichen Giebelfenster ist eine Darstellung des Guten Hirten zu sehen, die vermutlich durch Ferdinand Müller in Quedlinburg geschaffen wurde. Die weitere qualitätvolle klassizistische Ausstattung mit Kanzelaltar, Gestühl und Orgelprospekt ist erhalten.

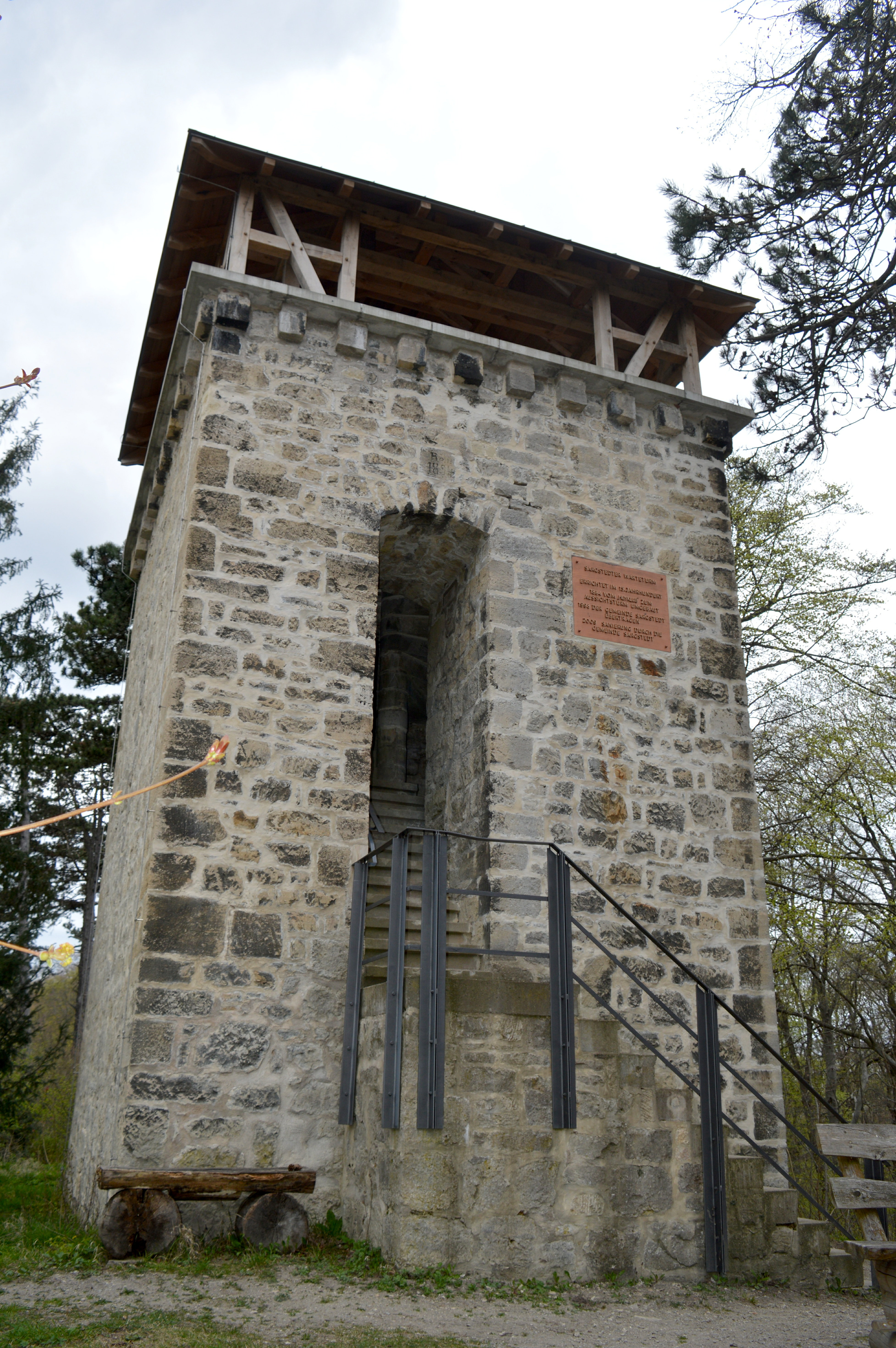
Sargstedter Warteturm

### Weitere Baudenkmale
- Huysburg
- Daneilshöhle
- Sargstedter Warte (auch Warteturm genannt) ca. 1 km nordwestlich von Sargstedt am Südrand des Huy. Der frühere Wartturm aus dem 15. Jahrhundert verfiel im Laufe der Zeit bis ca. 1800 zur Ruine. 1894 wurde er zum Aussichtsturm umgebaut.[5] 2009 wurde der heute 11,06 m hohe Turm saniert, 2013 erhielt er ein Dach. Über insgesamt 33 Stufen erreicht man die Aussichtsplattform.[6][7]